# Dolio (personaggio mitologico)
Nella mitologia greca, Dolio era un servo di Penelope di cui si racconta nell'Odissea.
Dolio curava i giardini di Penelope. Era padre di Melanzio e Melanto (che si misero poi dalla parte dei Proci), ma anche di altri sei figli.